# Воронов, Михаил Александрович
Михаи́л Алекса́ндрович Во́ронов — советский военачальник, герой Гражданской войны, кавалер трёх орденов Красного Знамени, являвшихся на тот момент высшей наградой РСФСР и СССР.

## Биография
Точные дата и место рождения и смерти неизвестны.
Служил в РККА, участник Гражданской войны в России, был начальником команды пеших разведчиков 22-го Туркестанского стрелкового полка. Позднее был помощником командира батальона 4-го стрелкового полка, командиром батальона 2-го стрелкового полка.

## Сведения о награждениях
| Дата и номер приказа РВСР        | Номер ордена | Сведения о должности награждённого                                         |
| -------------------------------- | ------------ | -------------------------------------------------------------------------- |
| 1921, № 165                      | 2071         | Начальник команды пеших разведчиков 22-го Туркестанского стрелкового полка |
| 14.10.1924, № 335                | 359          | Помощник командира батальона 4-го стрелкового полка                        |
| 07.08.1929, №? (1930, № 949/287) | 119          | Командир батальона 2-го стрелкового полка                                  |